# Les Lauriers
 (septembre 2019).
Si vous disposez d'ouvrages ou d'articles de référence ou si vous connaissez des sites web de qualité traitant du thème abordé ici, merci de compléter l'article en donnant les références utiles à sa vérifiabilité et en les liant à la section « Notes et références ».
Les Lauriers est une propriété située à Savennières, en France.

## Localisation
La propriété est située dans le département français de Maine-et-Loire, sur la commune de Savennières.

## Description
Les Lauriers est une demeure de plaisance du Val de Loire construite au cours du premier quart du XVIIIe siècle. Son parc comprend un jardin à la française, un jardin de topiaires, un mail de tilleuls, des bosquets et une roseraie.

## Historique
François Poulain de la Foresterie, maire d'Angers et amateur de jardins (il fait replanter et orner d'arcades le grand mail d'Angers en 1707) achète plusieurs maisons de la rue des Quatre-Œufs. Lui-même, puis son fils, Charles Poulain de Bouju, professeur de droit canon à l'Université d'Angers, entreprennent alors la construction d'une demeure de plaisance. Un premier corps de bâtiment fut bâti d'abord, en bordure de rue, puis, celle-ci avant été acquise après négociations avec les habitants de Savennières, une cour d'entrée fut créée, ouvrant sur la rue de la Barrière-Benoist (de nos jours rue Beau-Soleil), avec pressoir et cellier en retour d'équerre du côté nord. La propriété ainsi constituée reçoit alors le nom de « Les Lauriers ». 
M. Poulain de Bouju vend Les Lauriers le Il juin 1723 à un gentilhomme allemand, Jean-Pierre de Swinford, natif de Heidelberg, en Palatinat, converti au catholicisme depuis trois ans et qui, peut-être venu à Angers comme beaucoup de ses compatriotes pour fréquenter notre célèbre Académie royale d'équitation, y avait épousé Catherine Joly des Hayes. Dès l'année suivante, en 1724, il obtiendra ses lettres de naturalité française et il continuera l'embellissement des Lauriers en ajoutant le grand pavillon à fronton central, vers le sud, donnant sur des jardins français en terrasses et « ayant son aspect sur la rivière de Loire ». Âgé de 81 ans, M. de Swinford cède en 1745 la propriété à Maitre Jacques Duboys.
Maitre Jacques Duboys, recteur de la Faculté de Droit d'Angers plaide et publie en 1754 un mémoire contre les « collecteurs d'impôts, paroissiens, manants et habitants de Savennières », il est également en guerre tantôt froide, tantôt déclarée avec ses collègues de la Faculté. Dès 1756, Les Lauriers sont vendus par adjudication. Perrine Pélagie Cassin, veuve du chevalier de Goué de Clivoy l'achète alors puis Les Lauriers reviennent à la famille Romain qui, le 30 août 1785, la céderont à quatre frères et sœur, Joachim, Jean, Joseph et Marie-Françoise Trottouin, négociants à Angers, qui la revendront sept ans plus tard, le 23 novembre 1792, à Jacques Gastineau, professeur de droit, membre puis directeur de l'Académie royale des sciences et belles lettres et arts d'Angers.
Sa fille, Mme Doublard du Vigneau, vendit Les Lauriers le 7 vendémiaire de l'an V à Louis Tardif de La Chaumerie, Conseiller du roi,  Procureur au contremesurage des sels. Plusieurs familles se succéderont, en particulier la comtesse de Gramont de Coigny qui ajoutera le beau portail d'entrée, puis le duc de Cadaval son petit-fils. En 1971, Robert et Violette Cointreau acquièrent Les Lauriers. Ils créeront notamment une roseraie en agrandissant la propriété vers le Sud. En 1974, les façades et toitures du manoir, ainsi que les jardins, sont inscrits aux monuments historiques.
Depuis le printemps 2018, les actuels propriétaires ouvrent les jardins à la visite.